# 565
565 foi um ano comum do século VI que teve início e terminou a uma quinta-feira, segundo o Calendário Juliano. A sua letra dominical foi D.
| Ano completo                        |
| ----------------------------------- |
| Ano comum com início à quinta-feira |

## Eventos
- Fim da construção do Mosteiro Ortodoxo de Santa Catarina.
- A morte de Justiniano I marca o fim do Dominato.
- Justino II, o Jovem, imperador bizantino.
- O rei visigodo Atanagildo transfere a capital do reino para Toledo.

## Mortes
- 14 de Novembro - Justiniano, Imperador Romano do Oriente (n. 483)
- Belisário, general do Império Bizantino (n. 505)